# Roßwag
Roßwag ist ein Stadtteil der Großen Kreisstadt Vaihingen an der Enz im Landkreis Ludwigsburg, hat etwa 1300 Einwohner und ist als Weinbauort bekannt.

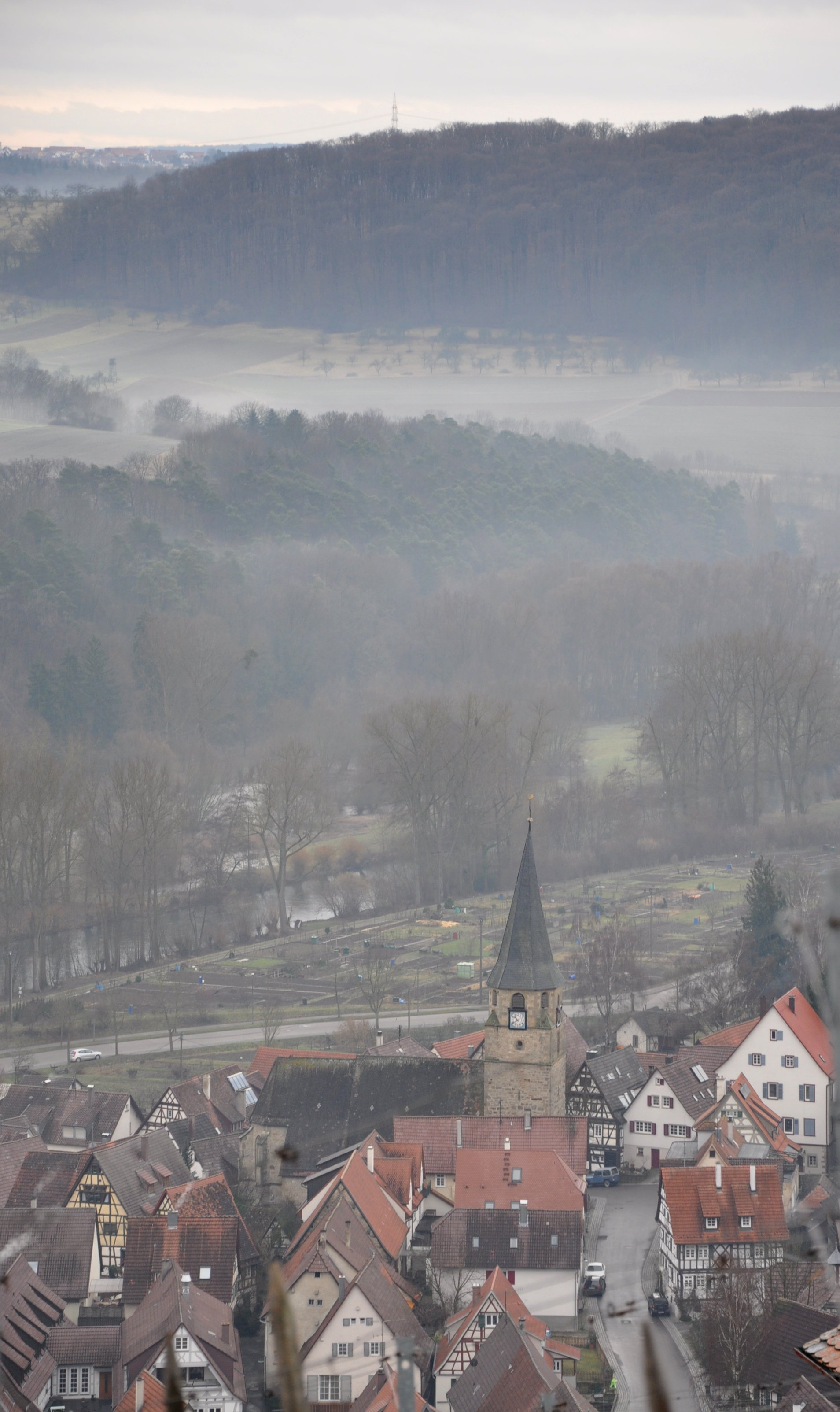
Blick von der Roßwager Halde auf Ortskern und Enzschlinge

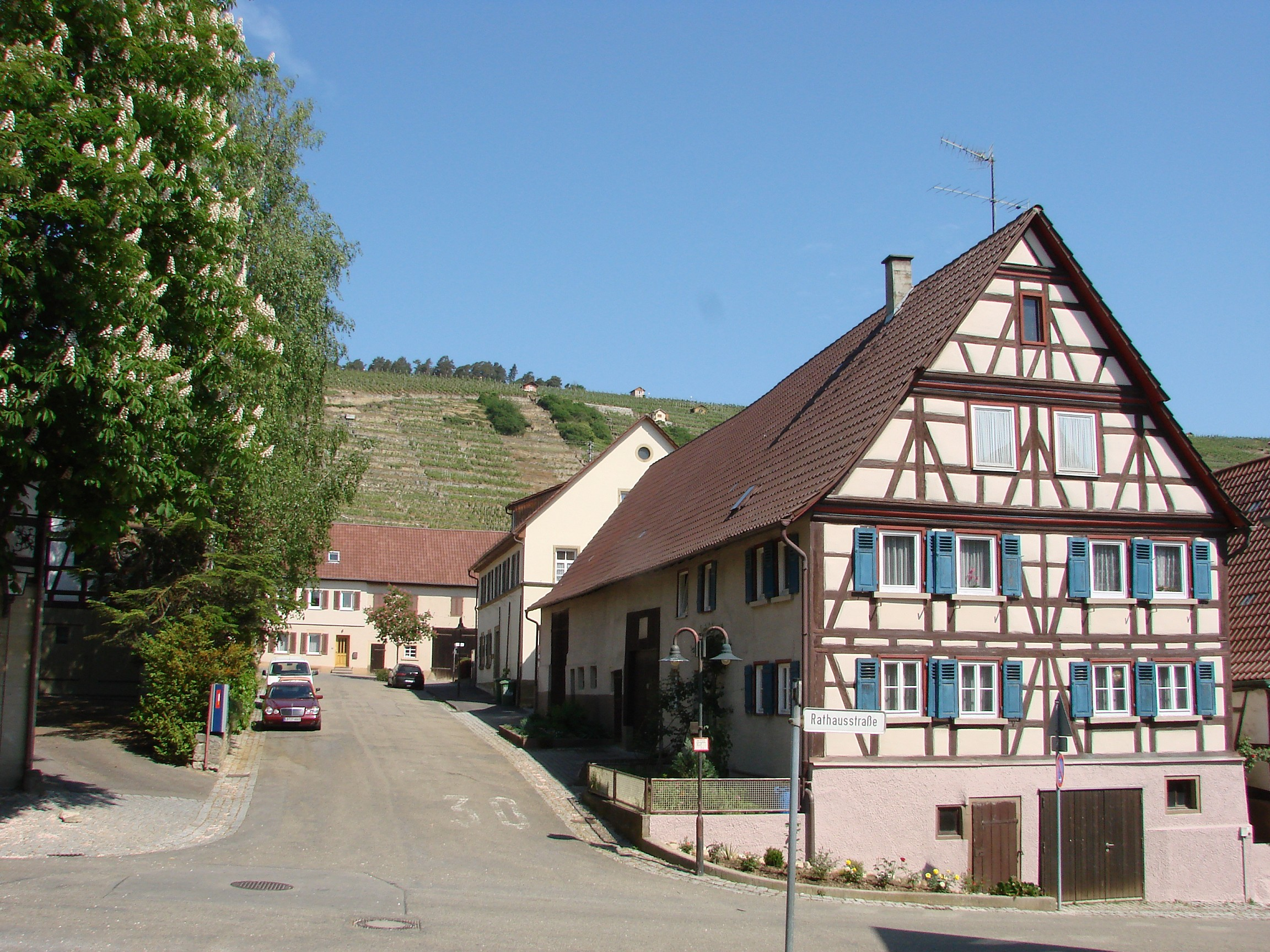
Blick auf die Adlerstraße und im Hintergrund auf Steillagen-Weinberge

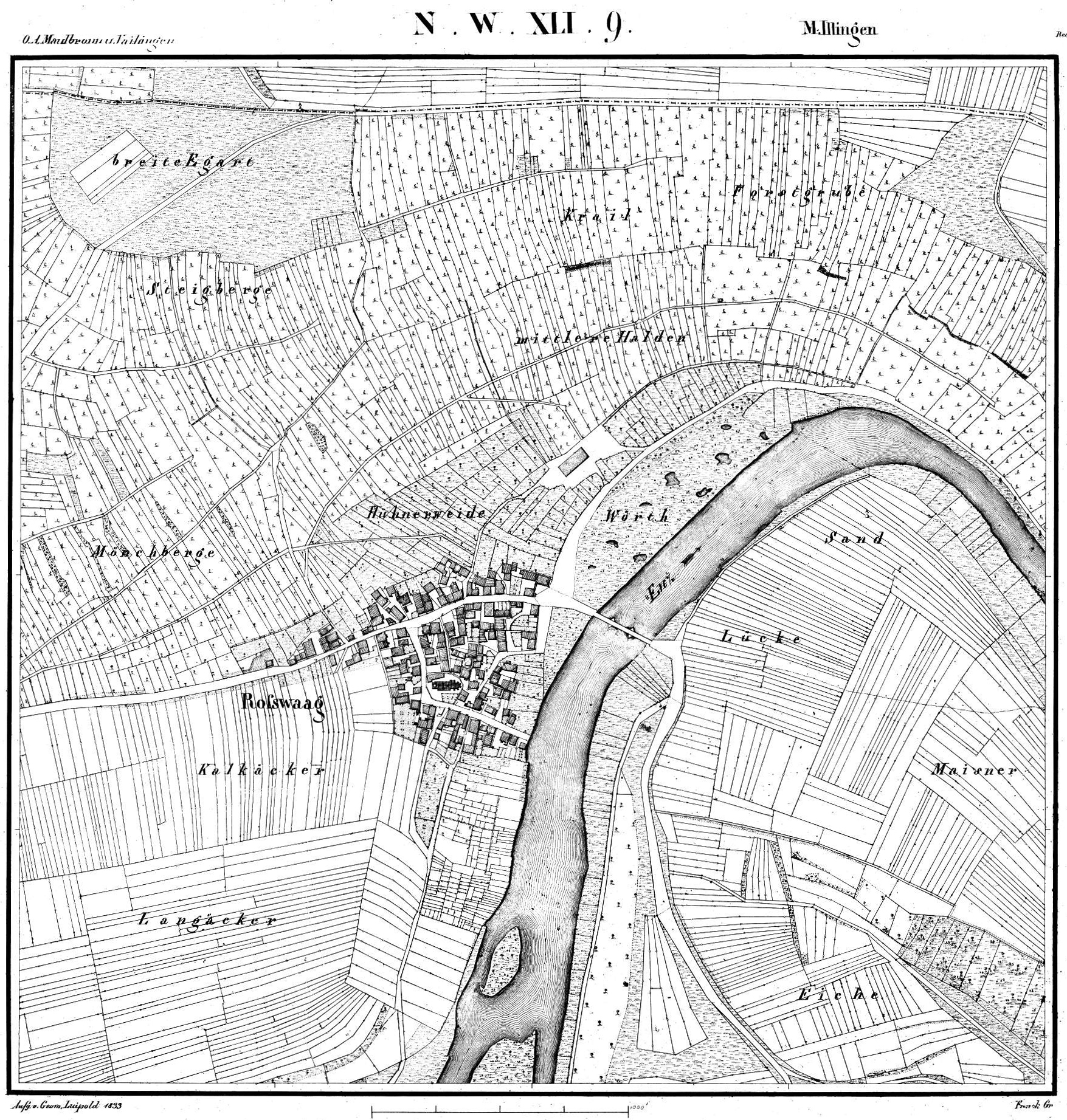
Roßwag auf der Flurkarte von 1833

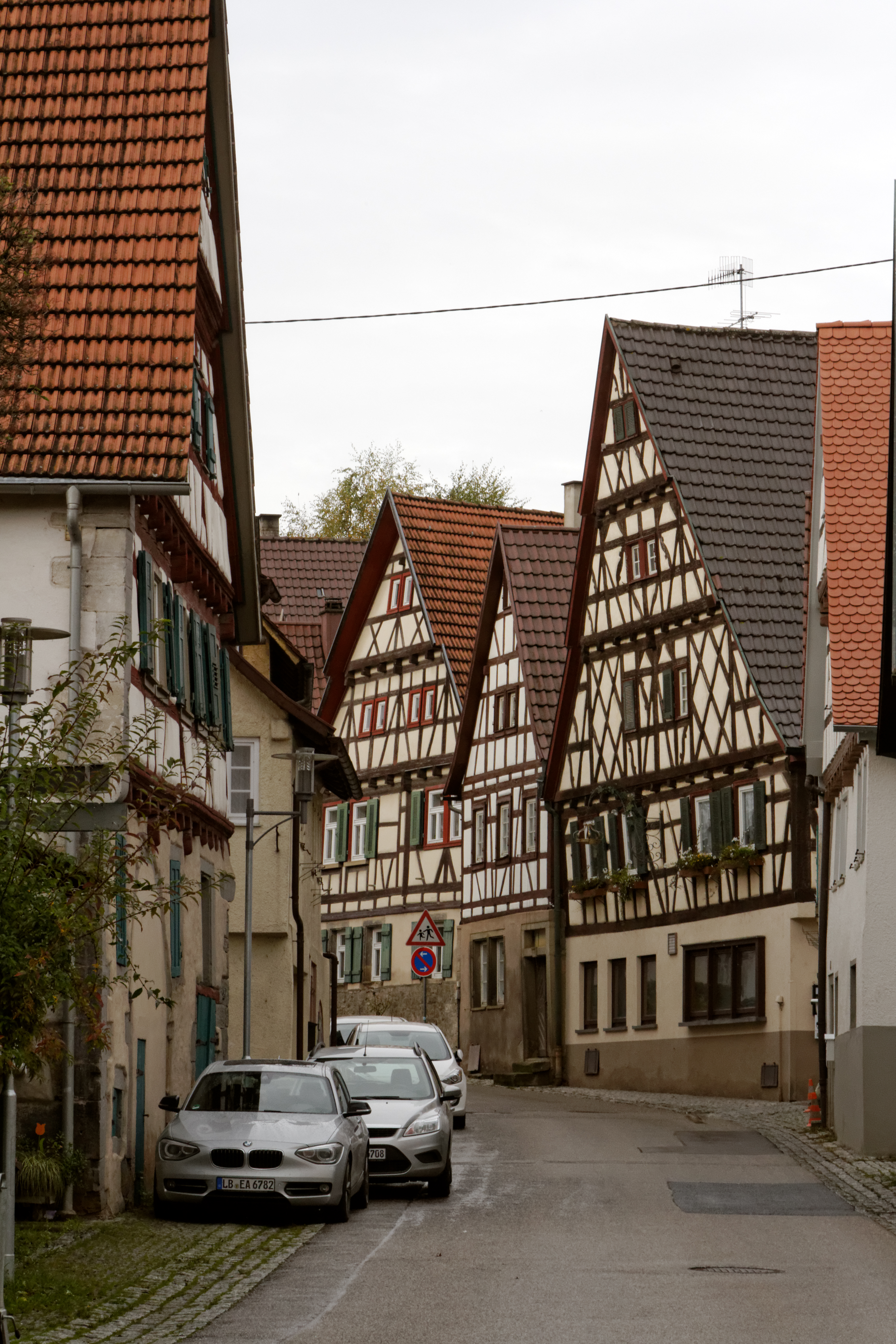
Fachwerkhäuser in der Rathausstraße

## Geographie

### Lage
Roßwag liegt an der Enz, etwa 30 km nordwestlich von Stuttgart und 3 km westlich von Vaihingen an der Enz in 218 Metern Höhe. Es gehört zu Vaihingen an der Enz im Landkreis Ludwigsburg und liegt direkt an der Grenze zum Enzkreis.

### Umgebung
Die Enz bildet bei Roßwag eine weite, nach Norden offene Schleife. Die Landschaft um Roßwag wird beherrscht durch das Tal der mittleren Enz, die auf ihrem Weg durch den oberen Muschelkalk die charakteristischen Enztalschlingen gebildet hat. Auch wenn sich die Roßwager eher zum Heckengäu zugehörig fühlen, das sich entlang dem Ostrand des Nordschwarzwaldes bis in die Gegend südlich von Nagold hinzieht, wird ihre Markung aus physisch-geographischer Sicht zum Strohgäu im Naturraum Neckarbecken gezählt.
Nachbarorte des Stadtteils sind Illingen und Mühlhausen an der Enz. Außerdem grenzen der Vaihinger Stadtteil Aurich und der Mühlacker Stadtteil Großglattbach an die ehemalige Roßwager Markung.

### Naturschutz
Um die Enzschleife südlich von Roßwag liegt das Naturschutzgebiet (NSG) Enzaue bei Roßwag und Burghalde mit unterschiedlichsten Standortverhältnissen: weiten Wiesenauen mit Wiesenbewässerungsgräben und naturnahem Uferbewuchs, Altwasser, Prallhang, Quellaustritten mit Tuffbildung und Laubwald. Bei der Ruine Altroßwag liegt das NSG Roter Rain und Umgebung. Die Enzaue ist von Roßwag bis zum Leinfelder Hof großteils als Landschaftsschutzgebiet ausgewiesen, das sich auf Roßwager Gemarkung mit dem FFH-Gebiet 7018–342 „Enztal bei Mühlacker“ überschneidet. Am Nordrand der Markung findet sich zudem das kleine LSG „Breite Egert“, auf dessen Fläche sich einst eine wüst gefallene Siedlung befunden haben könnte.

### Weinbau
Die steilen sonnenexponierten Weinberg-Terrassen begründeten schon im vorigen Jahrhundert den Ruf der Roßwager Weine. Das Enztal zwischen Mühlacker und Vaihingen ist eines der wenigen Weinbaugebiete Württembergs mit reinen, mineralstoffreichen Muschelkalkböden. Roßwag hat eine eigene Weinbaugenossenschaft, an deren Kelter viele Winzer aus der Umgebung ihre Trauben abliefern. Die vielfach ausgezeichneten Genossenschaftsweine werden hier auch direktvermarktet. Der Genossenschaftskellerei Roßwag-Mühlhausen ist mittlerweile auch die Weingärtnergenossenschaft Markgröningen beigetreten.

## Geschichte

### Frühgeschichte
Eine Gruppe von abgeflachten, noch nicht näher untersuchten Grabhügeln im „Laihle“, einem Hochwald an der Südgrenze der Gemarkung, entstammt vermutlich der Hallstattzeit.
Verschiedene Boden- bzw. Grabfunde im Ort selbst und südlich davon weisen darauf hin, dass Roßwag bereits in der Zeit der Merowinger besiedelt war.

### Mittelalterliche Ortsherrschaft
1148 wurde Roßwag bzw. der Edelfreie Werner von Roßwag erstmals urkundlich erwähnt. Ihren Stammsitz, die Burg Altroßwag am Hang links der Enz hatten die Herren von Roßwag im 11. oder 12. Jahrhundert errichtet. An der Seite der Staufer mehrten diese ihren Besitz und kamen zu politischem Einfluss. So wurde Albert von Roßwag kaiserlicher Hofrichter von Friedrich II. Vermutlich Ausgang des 13. oder Beginn des 14. Jahrhunderts teilte sich der Ortsadel in eine Linie Alt-Roßwag und Neu-Roßwag und es gab zwei Roßwager Burgen. 1300 verkaufte der Edelfreie Rudolf von Roßwag mit Zustimmung seines Bruders, des hiesigen Pfarrers Burkard von Roßwag, das Patronatsrecht an der Martinskirche zu Roßwag an das Kloster Maulbronn.
Nachdem beide Linien des Ortsadels ausgestorben und Roßwag 1394 von deren Nachfolgern, den Herren von Stein und den Grafen von Württemberg, an das Kloster Maulbronn verkauft worden war, wurde die Burg Altroßwag dem Verfall preisgegeben. Die Burg Neuroßwag, die zwischenzeitlich im Besitz der Herren von Württemberg war – sie hatten diese von Cunrad Schenk von Winterstetten erworben – wurde 1372 dem Kloster Maulbronn mit einer Wiederkaufsklausel verkauft. Wohl nach Wiedereinlösung schenkte 1394 Graf Eberhard III. von Württemberg die Burg mit einer Abrissbedingung dem Kloster Maulbronn. Die ursprüngliche Vermutung, dass deren Standort ebenfalls in Roßwag lag, erwies sich nach gründlicher Suche als nicht haltbar. Es konnten keinerlei Überreste an den möglichen  Standorten im Umfeld der Gewanne „Schlosswiesen“, „In der Burg“, „Burghalde“ und „Hinter der Capelle“ südlich von Roßwag lokalisiert werden. Es ist aber kein Wunder, dass rechts der Enz keine Burgreste gefunden wurden. Wie Heinz Burkhardt (2018) in zahlreichen Urkunden nachwies, lag die Burg Neuroßwag gar nicht auf Roßwager Markung, sondern zwischen Lienzingen und Schützingen.

### Neuzeit
Bis zur Reformation gehörte die Roßwager Pfarrei zum Landkapitel Vaihingen im Archidiakonat Trinitatis des Bistums Speyer. In den Jahren von 1652 bis 1661 und 1693 bis 1703 war die evangelische Superintendenz über den ganzen Amtsbezirk des württembergischen Klosteramts Maulbronn mit der Roßwager Pfarrei verbunden. Nach der Aufteilung dieses Klosteramts in zwei Diözesen wurde die obere der beiden von 1703 bis 1744 erneut mit Roßwag verknüpft. Danach wurde diese „obere Superintendenz“ nach Dürrmenz verlegt.
Während des Dreißigjährigen Kriegs wurde der Ort schwer beschädigt, ebenso durch die Franzoseneinfälle während des Pfälzischen und des Spanischen Erbfolgekriegs. Im Zuge von Enzkorrektionen im 19. Jahrhundert wurde der Enzarm links vom ehemaligen Wörth trockengelegt und die Roßwager Enzbrücke an die heutige Stelle verlegt.
Ab der Säkularisation im Zuge der Reformation hatte Roßwag politisch zum württembergischen Klosteramt Maulbronn gehört. 1806 kam der Ort zum Oberamt Vaihingen, das 1938 zum Landkreis Vaihingen erweitert wurde. Am 1. März 1972 wurde Roßwag nach Vaihingen an der Enz eingemeindet und verlor seine Selbständigkeit.
Am 21. Dezember 1993 erlebte der Ort ein verheerendes Hochwasser durch einen Dammbruch. 2006 wurde die neue Roßwager Kelter zum ersten Mal eingesetzt.

## Wappen

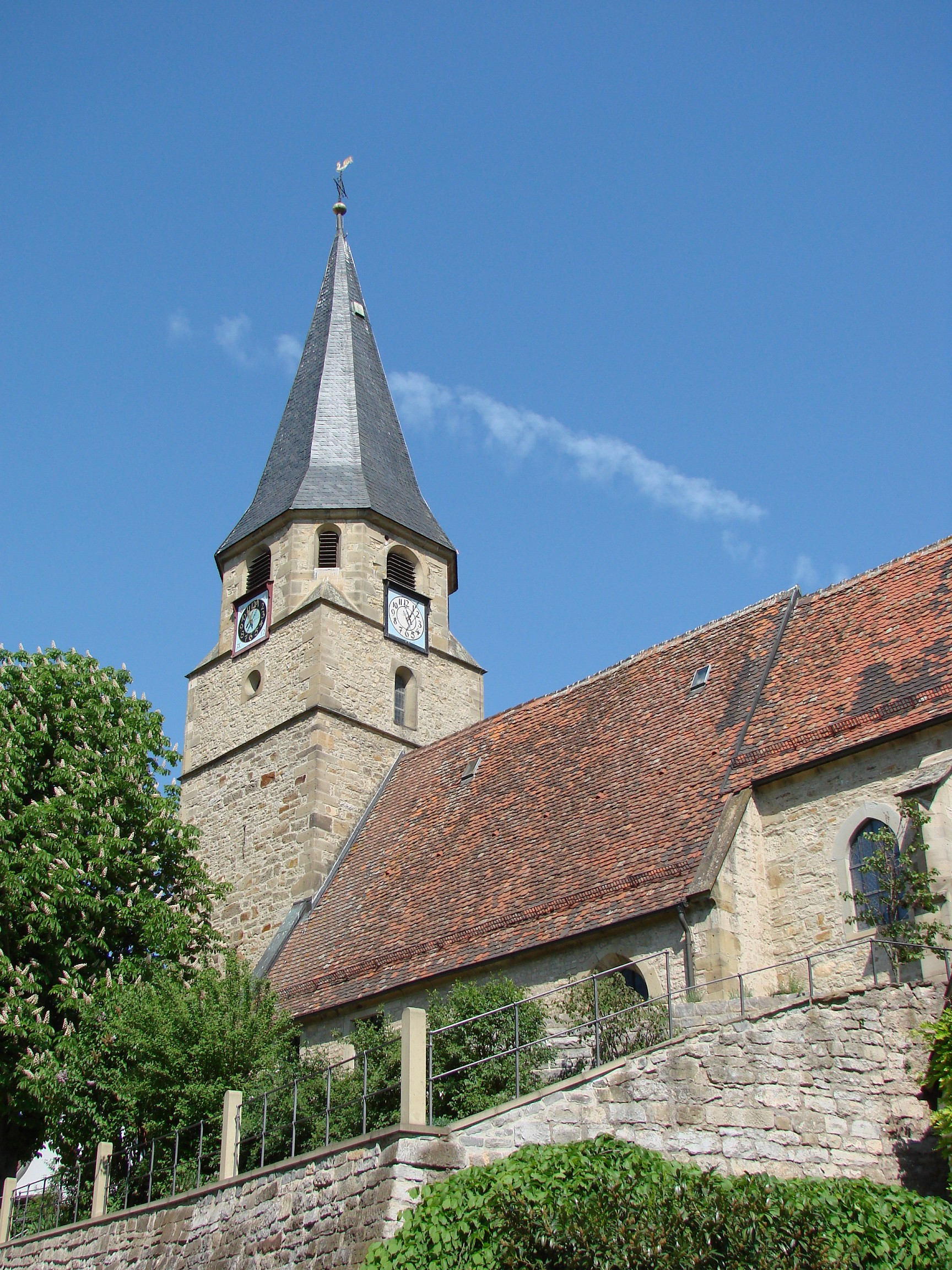
Martinskirche

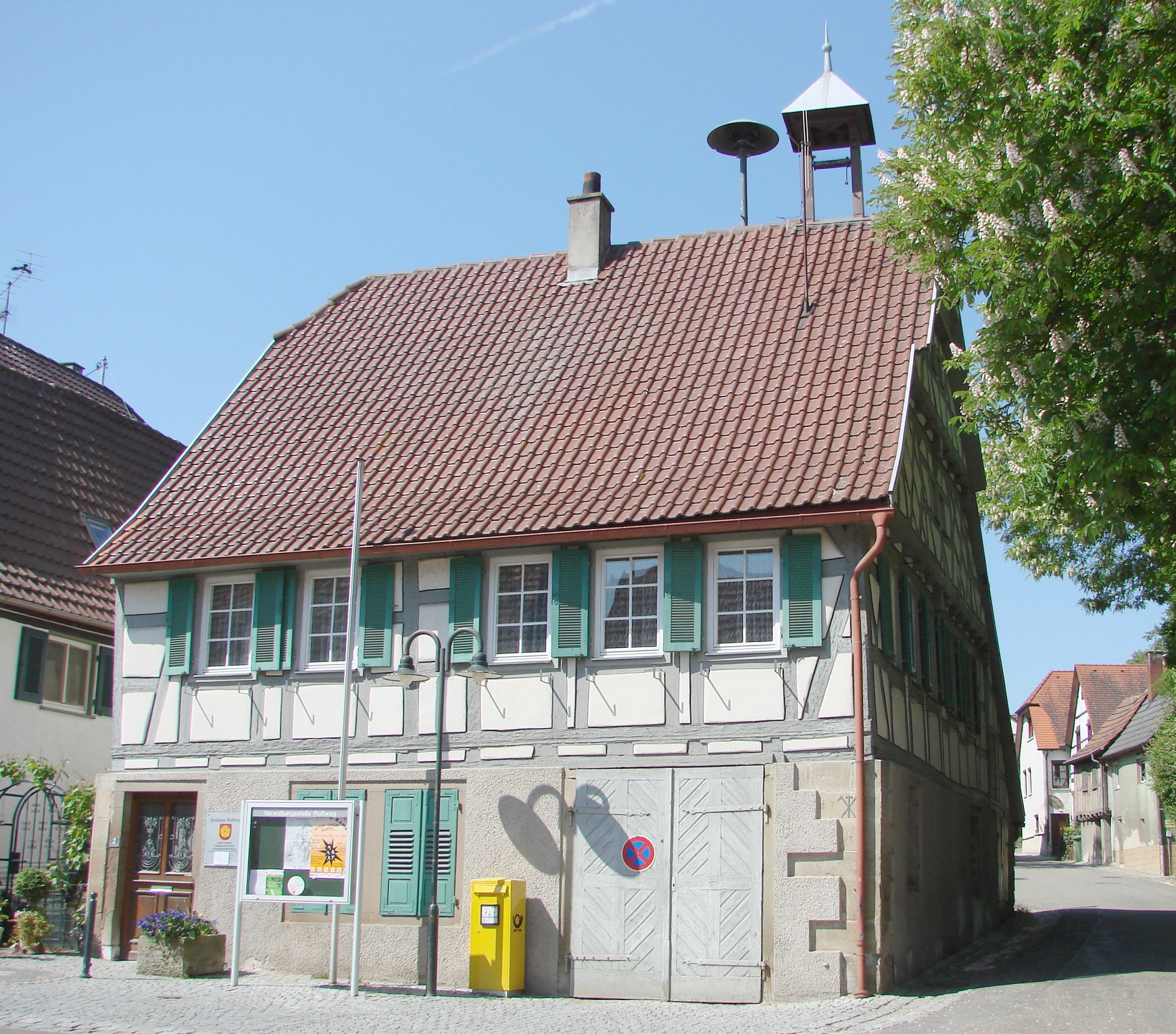
Altes Rathaus

Das Wappen von Roßwag zeigt in Rot eine fünfblättrige blau besamte goldene Rose. Das Wappen versinnbildlicht den Ortsnamen, der nicht von einem Ross, sondern von der Rose herrührt, und stammt vom ehemaligen Ortsadel, den edelfreien Herren von Roßwag. Als Gemeindesymbol ist es erstmals 1903 im Gemeindesiegel nachgewiesen.

## Kultur

### Bauwerke
Sehenswert ist der Ortskern mit vielen alten Fachwerkhäusern und der Martinskirche, einer von den Herren von Roßwag anstelle eines Vorgängerbaus im 13. Jahrhundert erbauten Wehrkirche, die im 15. Jahrhundert weitgehend ihre heutige Form mit einem spätgotischen Chor erhielt. Die Mauern der Wehrkirche wurden 1842 großteils abgetragen.
Das „wenig ansehnliche, 1706 erbaute Rathaus, gehörte früher einem Ortsbürger“ und soll um 1800 von der Gemeinde erworben worden sein.
Die Gemeinschaft Ortsbild Roßwag (GOR) setzt sich für den Erhalt des historischen Ortskerns und die Pflege der Kulturlandschaft ein.

### Veranstaltungen
- Jedes Jahr wird am 1. Sonntag im Juli das Lindenfest mit einem Festumzug durch den Ort und Vorführungen am Festplatz unter der Linde gefeiert.
- Die Genossenschaftskellerei Roßwag-Mühlhausen veranstaltet an Christi Himmelfahrt und dem anschließenden Wochenende ein Weinfest.
- Der Jugendtreff Moschde veranstaltet im März in der Roßwager Sport- und Kulturhalle den Hallenrock und im Juli auf einem Festplatz zwischen Roßwag und Vaihingen das Moschdefeschd.

## Berühmte Persönlichkeiten
- Walter Brudi (1907–1987), Maler und Buchgrafiker. Er war erster Vorsitzender der Gemeinschaft Ortsbild Roßwag (GOR).
- Gottlob David Hartmann (1752–1775), deutscher Schriftsteller und Theologe. Er ist in Roßwag am 2. September 1752 geboren. Er starb als Professor der Philosophie mit 23 Jahren in Mitau (heute Jelgawa) in Lettland.[8]
- Johann Valentin Strebel (1801–1881),  Pfarrer, Pädagoge und Musiker. Er war 25 Jahre in Roßwag tätig.[8]
- Martin Striebel (1929–2008), Kirchenmusiker, Kirchenliederdichter und Pfarrer in Roßwag.